# تيم جاكوبس (لاعب هوكي الجليد)
تيم جاكوبس هو لاعب هوكي الجليد كندي، ولد في 28 مارس 1952 في Espanola, Ontario ‏ في كندا.

## وصلات خارجية
- تيم جاكوبس على موقع دوري الهوكي الوطني (الإنجليزية)
- تيم جاكوبس على موقع قاعة مشاهير الهوكي (لاعب أن.إتش.أل) (الإنجليزية)
- تيم جاكوبس على موقع EliteProspects.com (الإنجليزية)
- تيم جاكوبس على موقع HockeyDB.com (الإنجليزية)
- تيم جاكوبس على موقع Hockey-Reference.com (الإنجليزية)